# Папужець-ваза сейшельський
Папужець-ваза сейшельський (Coracopsis barklyi) — вид папугоподібних птахів родини Psittaculidae. Ендемік Сейшельських островів. Тривалий час вважався підвидом папужки-вази малого, але у 2021 році визнаний окремим видом.

## Поширення
Вид розмножується лише на острові Праслен. Випадкові залітні птахи зрідка спостерігаються на острові Кюр'єз, що лежить приблизно за 1 км на північ від Праслена. Мешкає в місцевих і змішаних лісах на Прасліні. Його основні зони розмноження розташовані в ендемічних пальмових лісах. Він також зустрічається в культивованих районах і житлових районах із садами, які є придатними місцями існування для годування.
Останній підрахунок у 2018 році оцінив популяцію виду в 1392 птахи. На основі цих даних припускають, що популяція становить 730—1170 статевозрілих особин.

## Спосіб життя
Вид гніздиться в порожнинах дерев переважно в мертвих кокосових пальмах, але також зареєстровано, що вони гніздяться в порожнинах інших пальм і живих широколистяних дерев. Сезон розмноження триває з жовтня по березень. У гніздо відкладають 1—3 яйця. Харчуються в основному м'якоттю плодів, потім насінням і бруньками, з періодичними спостереженнями за живленням листям, квітами, корою та комахами.